# 魯布切 (里夫內區)
50°44′32″N 26°10′11″E / 50.74222°N 26.16972°E
魯布切（烏克蘭語：Рубче），是烏克蘭西北部里夫内州里夫内区霍羅多克市鎮的村落。面積0.26平方公里，海拔高度186米，2001年人口172，人口密度每平方公里661.5人。